# Оточна
Оточна (пол. Otoczna, нім. Breitenlehm) — село в Польщі, у гміні Вжесня Вжесінського повіту Великопольського воєводства.
Населення — 313 осіб (2011).
У 1975-1998 роках село належало до Познанського воєводства.

## Демографія
Демографічна структура станом на 31 березня 2011 року:
|          | Загалом | Допрацездатний вік | Працездатний вік | Постпрацездатний вік |
| -------- | ------- | ------------------ | ---------------- | -------------------- |
| Чоловіки | 154     | 35                 | 103              | 16                   |
| Жінки    | 159     | 30                 | 86               | 43                   |
| Разом    | 313     | 65                 | 189              | 59                   |